# Vyshneve
Vyshneve (em ucraniano:  Вишневе) é uma cidade da Ucrânia, situada no Oblast de Kiev. Tem 25,2 km² de área e sua população em 2020 foi estimada em 41.820 habitantes.